# Anolis damulus
Anolis damulus (гладкий аноліс Копа) — вид ігуаноподібних ящірок родини анолісових (Dactyloidae). Ендемік Мексики.

## Поширення і екологія
Гладкі аноліси Копа відомі за кількома зразками, зібраними в Мексиці.